# Тэнсин Сёдэн Катори Синто-рю
Тэнсин Сёдэн Катори Синто Рю (天真正伝香取神道流) — одна из древнейших существующих на настоящий момент школ традиционных японских боевых искусств и древнейшая из комплексных систем боевых искусств Японии. Основатель школы, Иидзаса Тёисай Иэнао, родился в 1387 году в деревне Иидзаса (в настоящий момент город Такомати в префектуре Тиба). Сама школа называет датой своего основания 1447 год, но некоторые исследователи утверждают, что 1480 — более точная дата.
Иидзаса Тёисай Иэнао (飯篠長威斎家直) был выдающимся воином, мастерски владевшим копьем и мечом. После падения семьи Тиба, которой он служил, Иидзаса Иэнао стал отшельником. По легенде, в возрасте шестидесяти лет Иидзаса Иэнао принял решение провести беспрерывную тысячедневную службу в храме Катори, посвящая себя тренировкам в воинских искусствах. В ходе этой службы ему явился покровитель храма, Фуцунуси-но Ками (経津主之命), и вручил свиток Хэйхо-но синсё (божественное писание о хэйхо). Иидзаса Тёисай Иэнао умер в 1488 году в возрасте 102 лет.
Главой школы на настоящий момент (2007 год) является наследник основателя в 20-м поколении, Иидзаса Сюриносукэ Ясусада (飯篠修理亮快貞). Представитель школы и официальный технический директор — Отакэ Рисукэ (大竹利典) (род. 10.03.1926) (додзё в Нарите, Префектура Тиба).
Тэнсин Сёдэн Катори Синто-рю явилось первоисточником для многих школ боевых искусств Японии, и является первым боевым искусством, которое было признано правительством страны как Национальное Достояние Японии (это произошло в 1960 году). На протяжении своей истории школа никогда не примыкала ни к каким политическим силам, всегда оставаясь независимой. Это позволило школе сохранить свою целостность на протяжении своей более чем пятисотлетней истории.
В отличие от многих традиций боевых искусств, Тэнсин Сёдэн Катори Синто-рю никогда не была привилегированной, включая в свои ряды представителей всех сословий, как воинов, так и торговцев или крестьян. Политика школы в этом аспекте звучит как «преследовать не тех, кто пришел учиться, но тех, кто не тренируется».
Огромную роль в том, что школа стала известной за пределами Японии, сыграла просветительская деятельность Сугино сэнсэя, который устраивал демонстрации в Европе с середины XX века, а также активная пропаганда, которой занимался его ученик Алан Флоке.
Так же этому способствовали и книги известного исследователя боевых искусств Донна Ф. Дрэгера.

## Курс обучения
Тэнсин Сёдэн Катори Синто-рю — всеобъемлющая система боевых искусств. Это значит, что в отличие от многих современных будо, таких как кэндо или иайдо, которые фокусируются на одном аспекте боевых искусств, школа предоставляет знания о многих боевых искусствах.
Основной упор в обучении делается на кэндзюцу (техники фехтования мечом). Изучаются и многие другие виды оружия, но все они являются вспомогательными для изучения методов владения мечом.
Список изучаемых техник включает в себя:
Тати-дзюцу
- Кэндзюцу (剣術; техники фехтования мечом)
  - Омотэ-но тати — (техника фехтования в доспехах, 4 ката)
  - Гогё-но тати — (техника фехтования мечом без доспехов, 5 ката)
  - Гокуи Ситидзё-но тати — (закрытый раздел фехтования мечом, 3 ката)
- Иайдзюцу (居合術; искусство обнажения меча с одновременным ударом, изучаются техники в положении сидя и стоя)
  - Омотэ-но иай — (открытый раздел, техники исполняются сидя, 6 ката)
  - Тати иай батто-дзюцу — (открытый раздел, техники исполняются стоя, 5 ката)
  - Гокуи-но иай (Окудэн иай) — (закрытый раздел, техники исполняются сидя, 5 ката)
- Рёто (両刀術; техники фехтования двумя мечами одновременно)
  - Рёто — (4 ката)
- Кодати (小太刀術; фехтование коротким мечом)
  - Гокуи-но кодати — (закрытый раздел, 3 ката)

Бодзюцу (棒術; техники ведения боя шестом)
- Омотэ-но бо — (открытый раздел, 6 ката)
- Гокуи-но бо — (закрытый раздел, 6 ката)

Нагинатадзюцу (長刀術; техники ведения боя нагинатой)
- Омотэ-но нагината — (открытый раздел, 4 ката)
- Гокуи Ситидзё-но нагината — (закрытый раздел, 3 ката)

Содзюцу (槍術; техники ведения боя японским копьем)
- Омотэ-но яри — (6 ката)

Сюрикэндзюцу (手裏剣術; метание лезвий)
Ката гогё и гокуи преподаются только опытным ученикам школы после определённого количества лет, посвященных техникам открытого раздела.
Другие аспекты школы включают в себя:
- Дзюдзюцу/Явари-дзюцу (техники без оружия)
- Ниндзюцу (разведка и шпионаж)
- Тикудзёдзюцу (искусство фортификации)
- Гумбай-хэйхо (стратегия и тактика)
- Тэммон тиригаку (астрономия и предсказания)
- Оммё (философские и мистические аспекты, унаследованные из эзотерического буддизма).

## Система рангов и степеней
В Тэнсин Сёдэн Катори Синто-рю не принято разделение на какие-либо степени (кю, дан и т. п.). Сам Отакэ Рисукэ сэнсэй в книге «Божество и меч» приводит следующие разъяснения: «Тэнсин Сёдэн Катори Синто Рю не имеет никакой системы рангов для своих представителей, которые бы присваивались на основе результатов искусственного поединка. Не проводит она и чемпионатов, поскольку последние полностью отсутствовали в классической методике воинского обучения. От учителей и учеников же требуется только посвящать себя тренировкам и помогать друг другу. Однако в процессе тренировки, принимая во внимание такой фактор, как умственная зрелость, ученику может быть вручен каталог мокуроку, подтверждающий его достижения, и гораздо позже, если тренирующийся достигнет определённой степени технического совершенства, мастерский сертификат мэнкё».
Таким образом, сертификат мокуроку подтверждает, что данный ученик достиг в развитии своей боевой техники определённого уровня. Однако право на преподавание дисциплин Тэнсин Сёдэн Катори Синто-рю даёт лишь кёси мэнкё — лицензия учителя.